# Wesley Koolhof
Wesley Koolhof (Zevenaar, 17 aprile 1989) è un ex tennista olandese, numero uno della classifica ATP di doppio per 34 settimane.
In carriera ha vinto il Torneo di Wimbledon 2023 con Neal Skupski e il Roland Garros 2022 in doppio misto con Ena Shibahara. Vanta un totale di 21 titoli ATP in doppio maschile tra cui le ATP Finals 2020 con Nikola Mektić e sei tornei Masters 1000. Ha raggiunto due volte la finale agli US Open: nel 2020 con Mektić e nel 2022 con Neal Skupski. Ha raggiunto la 1ª posizione nella classifica ATP di doppio per la prima volta nel novembre 2022 e si è ritirato nel novembre 2024 dopo aver disputato le ATP Finals 2024 e la finale di Coppa Davis 2024.
È figlio del calciatore Jurrie Koolhof e fratello di Dean Koolhof, anche lui calciatore.

## Statistiche

### Doppio

#### Vittorie (21)
| Legenda doppio       |
| Grande Slam (1)      |
| ATP Finals (1)       |
| ATP Masters 1000 (6) |
| ATP Tour 500 (1)     |
| ATP Tour 250 (12)    |

| N.  | Data             | Torneo                                                 | Superficie  | Compagno         | Avversari in Finale                       | Punteggio           |
| 1.  | 7 febbraio 2016  | Sofia Open, Sofia                                      | Cemento (i) | Matwé Middelkoop | Philipp Oswald Adil Shamasdin             | 5–7, 7–6(9), [10–6] |
| 2.  | 23 luglio 2016   | Austrian Open Kitzbühel, Kitzbühel                     | Terra rossa | Matwé Middelkoop | Dennis Novak Dominic Thiem                | 2–6, 6–3, [11–9]    |
| 3.  | 14 gennaio 2017  | Sydney International, Sydney                           | Cemento     | Matwé Middelkoop | Jamie Murray Bruno Soares                 | 6–3, 7–5            |
| 4.  | 6 gennaio 2019   | Brisbane International, Brisbane                       | Cemento     | Marcus Daniell   | Rajeev Ram Joe Salisbury                  | 6–4, 7–6(6)         |
| 5.  | 10 gennaio 2020  | Qatar Open, Doha                                       | Cemento     | Rohan Bopanna    | Santiago González Luke Bambridge          | 3–6, 6–2, [10–6]    |
| 6.  | 22 novembre 2020 | ATP Finals, Londra                                     | Cemento (i) | Nikola Mektić    | Jürgen Melzer Édouard Roger-Vasselin      | 6–2, 3–6, [10–5]    |
| 7.  | 2 maggio 2021    | Internazionali di Tennis di Baviera, Monaco di Baviera | Terra rossa | Kevin Krawietz   | Sander Gillé Joran Vliegen                | 4–6, 6–4, [10–5]    |
| 8.  | 9 gennaio 2022   | Melbourne Summer Set, Melbourne                        | Cemento     | Neal Skupski     | Oleksandr Nedovjesov Aisam-ul-Haq Qureshi | 6–4, 6–4            |
| 9.  | 15 gennaio 2022  | Adelaide International II, Adelaide                    | Cemento     | Neal Skupski     | Ariel Behar Gonzalo Escobar               | 7–6(5), 6–4         |
| 10. | 18 febbraio 2022 | Qatar Open, Doha (2)                                   | Cemento     | Neal Skupski     | Rohan Bopanna Denis Shapovalov            | 7–6(4), 6–1         |
| 11. | 8 maggio 2022    | Madrid Open, Madrid                                    | Terra rossa | Neal Skupski     | Juan Sebastián Cabal Robert Farah         | 6(4)–7, 6–4, [10–5] |
| 12. | 12 giugno 2022   | Rosmalen Open, 's-Hertogenbosch                        | Erba        | Neal Skupski     | Matthew Ebden Max Purcell                 | 4–6, 7–5, [10–6]    |
| 13. | 14 agosto 2022   | Canadian Open, Toronto                                 | Cemento     | Neal Skupski     | Daniel Evans John Peers                   | 6–2, 4–6, [10–6]    |
| 14. | 7 novembre 2022  | Paris Masters, Parigi                                  | Cemento (i) | Neal Skupski     | Ivan Dodig Austin Krajicek                | 7–6(5), 6–4         |
| 15. | 17 giugno 2023   | Rosmalen Open, 's-Hertogenbosch (2)                    | Erba        | Neal Skupski     | Oleksandr Nedovjesov Gonzalo Escobar      | 7–6(1), 6–2         |
| 16. | 16 luglio 2023   | Torneo di Wimbledon, Londra                            | Erba        | Neal Skupski     | Marcel Granollers Horacio Zeballos        | 6–4, 6–4            |
| 17. | 14 gennaio 2024  | Auckland Open, Auckland                                | Cemento     | Nikola Mektić    | Marcel Granollers Horacio Zeballos        | 6–3, 6(5)–7, [10–7] |
| 18. | 18 febbraio 2024 | Rotterdam Open, Rotterdam                              | Cemento (i) | Nikola Mektić    | Robin Haase Botic van de Zandschulp       | 6–3, 7–5            |
| 19. | 17 marzo 2024    | Indian Wells Masters, Indian Wells                     | Cemento     | Nikola Mektić    | Marcel Granollers Horacio Zeballos        | 7–6(2), 7–6(4)      |
| 20. | 13 ottobre 2024  | Shanghai Masters, Shanghai                             | Cemento     | Nikola Mektić    | Máximo González Andrés Molteni            | 6–4, 6–4            |
| 21. | 3 novembre 2024  | Paris Masters, Parigi (2)                              | Cemento (i) | Nikola Mektić    | Lloyd Glasspool Adam Pavlásek             | 3–6, 6–3, [10–5]    |

#### Finali perse (24)
| Legenda doppio       |
| Grande Slam (2)      |
| ATP Finals (0)       |
| ATP Masters 1000 (5) |
| ATP Tour 500 (6)     |
| ATP Tour 250 (11)    |

| N.  | Data              | Torneo                              | Superficie  | Compagno           | Avversari in Finale                     | Punteggio              |
| 1.  | 19 febbraio 2017  | Rotterdam Open, Rotterdam           | Cemento (i) | Matwé Middelkoop   | Ivan Dodig Marcel Granollers            | 6(5)–7, 3–6            |
| 2.  | 30 luglio 2017    | Atlanta Open, Atlanta               | Cemento     | Artem Sitak        | Bob Bryan Mike Bryan                    | 3–6, 4–6               |
| 3.  | 24 settembre 2017 | Open de Moselle, Metz               | Cemento (i) | Artem Sitak        | Julien Benneteau Édouard Roger-Vasselin | 5–7, 3–6               |
| 4.  | 18 febbraio 2018  | New York Open, New York             | Cemento (i) | Artem Sitak        | Maks Mirny Philipp Oswald               | 4–6, 6–4, [6–10]       |
| 5.  | 4 marzo 2018      | Brasil Open, San Paolo              | Terra rossa | Artem Sitak        | Federico Delbonis Máximo González       | 4–6, 2–6               |
| 6.  | 6 maggio 2018     | Estoril Open, Cascais               | Terra rossa | Artem Sitak        | Kyle Edmund Cameron Norrie              | 4–6, 2–6               |
| 7.  | 21 ottobre 2018   | Stockholm Open, Stoccolma           | Cemento (i) | Marcus Daniell     | Luke Bambridge Jonny O'Mara             | 5–7, 6(8)–7            |
| 8.  | 30 marzo 2019     | Miami Open, Miami                   | Cemento     | Stefanos Tsitsipas | Bob Bryan Mike Bryan                    | 5–7, 6(8)–7            |
| 9.  | 21 aprile 2019    | Monte Carlo Masters, Monte Carlo    | Terra rossa | Robin Haase        | Nikola Mektić Franko Škugor             | 7–6(3), 6(3)–7, [9–11] |
| 10. | 28 aprile 2019    | Hungarian Open, Budapest            | Terra rossa | Marcus Daniell     | Ken Skupski Neal Skupski                | 3–6, 4–6               |
| 11. | 15 giugno 2019    | Rosmalen Open, 's-Hertogenbosch     | Erba        | Marcus Daniell     | Dominic Inglot Austin Krajicek          | 4–6, 6–4, [4–10]       |
| 12. | 28 luglio 2019    | Hamburg European Open, Amburgo      | Terra rossa | Robin Haase        | Oliver Marach Jürgen Melzer             | 2–6, 6(3)–7            |
| 13. | 11 agosto 2019    | Canadian Open, Montréal             | Cemento     | Robin Haase        | Marcel Granollers Horacio Zeballos      | 5–7, 5–7               |
| 14. | 23 febbraio 2020  | Open 13 Provence, Marsiglia         | Cemento (i) | Nikola Mektić      | Nicolas Mahut Vasek Pospisil            | 3–6, 4–6               |
| 15. | 10 settembre 2020 | US Open, New York                   | Cemento     | Nikola Mektić      | Bruno Soares Mate Pavić                 | 5–7, 3–6               |
| 16. | 24 ottobre 2021   | European Open, Anversa              | Cemento (i) | Jean-Julien Rojer  | Fabrice Martin Nicolas Mahut            | 0–6, 1–6               |
| 17. | 3 aprile 2022     | Miami Open, Miami (2)               | Cemento     | Neal Skupski       | Hubert Hurkacz John Isner               | 6(5)–7, 4–6            |
| 18. | 24 aprile 2022    | Barcelona Open, Barcellona          | Terra rossa | Neal Skupski       | Andreas Mies Neal Skupski               | 6(3)–7, 7–6(5), [6–10] |
| 19. | 9 settembre 2022  | US Open, New York (2)               | Cemento     | Neal Skupski       | Rajeev Ram Joe Salisbury                | 6(4)–7, 5–7            |
| 20. | 18 marzo 2023     | Indian Wells Masters, Indian Wells  | Cemento     | Neal Skupski       | Rohan Bopanna Matthew Ebden             | 3–6, 6–2, [8–10]       |
| 21. | 23 aprile 2023    | Barcelona Open, Barcellona (2)      | Terra rossa | Neal Skupski       | Máximo González Andrés Molteni          | 3–6, 7–6(8), [4–10]    |
| 22. | 4 ottobre 2023    | China Open, Pechino                 | Cemento     | Neal Skupski       | Ivan Dodig Austin Krajicek              | 7–6(12), 3–6, [5–10]   |
| 23. | 15 giugno 2024    | Rosmalen Open, 's-Hertogenbosch (2) | Erba        | Nikola Mektić      | Nathaniel Lammons Jackson Withrow       | 6(5)–7, 6(3)–7         |
| 24. | 27 ottobre 2024   | Swiss Indoors, Basilea              | Cemento (i) | Nikola Mektić      | Jamie Murray John Peers                 | 3–6, 5–7               |

### Doppio misto

#### Vittorie (1)
| Tornei del Grande Slam  |
| ----------------------- |
| Australian Open (0)     |
| Open di Francia (1)     |
| Torneo di Wimbledon (0) |
| US Open (0)             |
| Ori Olimpici (0)        |

| N. | Data          | Torneo                  | Superficie  | Compagno      | Avversari in finale          | Punteggio   |
| 1. | 2 giugno 2022 | Open di Francia, Parigi | Terra rossa | Ena Shibahara | Ulrikke Eikeri Joran Vliegen | 7–6(5), 6–2 |

## Risultati in progressione
| Sigla | Risultato               |
| ----- | ----------------------- |
| V     | Vincitore               |
| F     | Finalista               |
| SF    | Semifinalista           |
| O     | Oro olimpico            |
| A     | Argento olimpico        |
| SF    | Bronzo olimpico         |
| QF    | Quarti di Finale        |
| 4T    | Quarto turno            |
| 3T    | Terzo turno             |
| 2T    | Secondo turno           |
| 1T    | Primo turno             |
| RR    | Round Robin             |
| LQ    | Turno di qualificazione |
| A     | Assente                 |
| ND    | Non disputato           |

| Legenda superfici    |
| -------------------- |
| Cemento              |
| Terra battuta        |
| Erba                 |
| Superficie variabile |

### Doppio
| Tornei Grande Slam         |     |     |               |               |               |               |     |               |               |     |       |
| Australian Open, Melbourne | A   | A   | 2T            | 2T            | 2T            | 2T            | 3T  | QF            | QF            | 3T  | 14–8  |
| Open di Francia, Parigi    | A   | 1T  | 1T            | 3T            | 2T            | SF            | 3T  | QF            | QF            | 2T  | 16–9  |
| Wimbledon, Londra          | Q1  | 2T  | 1T            | 1T            | QF            | ND            | 1T  | 3T            | V             | 2T  | 13–7  |
| US Open, New York          | A   | 1T  | 1T            | 2T            | 3T            | F             | 3T  | F             | 3T            | QF  | 19–9  |
| Vittorie–Sconfitte         | 0–0 | 1–3 | 1–4           | 4–4           | 7–4           | 9–3           | 6–4 | 13–4          | 14–3          | 7–4 | 62–33 |
| Torneo di Fine Anno        |     |     |               |               |               |               |     |               |               |     |       |
| ATP Finals                 | A   | A   | A             | A             | A             | V             | A   | SF            | RR            | RR  | 8–7   |
| Vittorie–Sconfitte         | 0–0 | 0–0 | 0–0           | 0–0           | 0–0           | 4–1           | 0–0 | 2–2           | 1–2           | 1–2 | 8–7   |
| Giochi Olimpici            |     |     |               |               |               |               |     |               |               |     |       |
| Giochi Olimpici            | ND  | A   | Non disputati | Non disputati | Non disputati | Non disputati | 2T  | Non disputati | Non disputati | 2T  | 2–1   |
| Vittorie–Sconfitte         | ND  | 0–0 | Non disputati | Non disputati | Non disputati | Non disputati | 1–0 | Non disputati | Non disputati | 1–1 | 2–1   |

### Doppio misto
| Tornei Grande Slam         |     |     |               |               |               |               |     |               |               |     |       |
| Australian Open, Melbourne | A   | A   | A             | A             | 1T            | 1T            | 1T  | 2T            | 1T            | A   | 1–5   |
| Open di Francia, Parigi    | A   | A   | A             | A             | 1T            | ND            | SF  | V             | A             | A   | 7–2   |
| Wimbledon, Londra          | A   | A   | 1T            | A             | SF            | ND            | 2T  | A             | 2T            | A   | 4–4   |
| US Open, New York          | A   | A   | A             | QF            | QF            | ND            | A   | A             | A             | A   | 4–2   |
| Vittorie–Sconfitte         | 0–0 | 0–0 | 0–1           | 2–1           | 5–4           | 0–1           | 2–3 | 6–1           | 1–2           | 0–0 | 16–13 |
| Giochi Olimpici            |     |     |               |               |               |               |     |               |               |     |       |
| Giochi Olimpici            | ND  | A   | Non disputati | Non disputati | Non disputati | Non disputati | A   | Non disputati | Non disputati | SF  | 2–2   |
| Vittorie–Sconfitte         | ND  | 0–0 | Non disputati | Non disputati | Non disputati | Non disputati | 0–0 | Non disputati | Non disputati | 2–2 | 2–2   |